# Cloeon
A Cloeon egy kérésznem a rovarok osztályában, kérészek rendjében és a teleszkópszemű kérészek családjában. Fajaik elsősorban Nyugat-Európában és Dél-Afrikában terjedtek el, de megtalálhatók az Antarktisz és Dél-Amerika kivételével az összes kontinensen.
A nem tagja az elevenszülő kérész (Cloenon dipterium), mely Magyarország legelterjedtebb kérészfaja.

## Fajok[3][4]
- Cloeon aeneum (Barnard, 1940)
- Cloeon africanum (Esben-Petersen, 1913)
- Cloeon agnewi (Hubbard, 1973)
- Cloeon amaniensis (Gillies 1985)
- Cloeon areolatum (Navás, 1930)
- Cloeon bellum (Navás, 1931)
- Cloeon chaplini (Barnard, 1932)
- Cloeon crassi (Agnew, 1961)
- Cloeon cylindroculum (Kimmins, 1955)
- Cloeon degrangei (Sowa, 1980)
- Cloeon dentatum (Kimmins, 1956)
- Elevenszülő kérész (Cloeon dipterum) (Linnaeus, 1761)
- Cloeon elevatum (Agnew, 1961)
- Cloeon exiguum (Crass, 1947)
- Cloeon gambiae (Gillies, 1980)
- Cloeon inscriptum Bengtsson, 1914
- Cloeon insuetum (Kopelke, 1980)
- Cloeon lacunosum (Barnard, 1932)
- Cloeon languidum (Grandi, 1959)
- Cloeon petropolitanum (Kluge & Novikova, 1992)
- Cloeon perkinsi (Barnard, 1932)
- Cloeon permirum (Kopelke, 1980)
- Cloeon praetextum (Bengtsson, 1914)
- Cloeon rhodesiae (Barnard, 1932)
- Cloeon scitulum (Kimmins, 1955)
- Cloeon schoenemundi (Bengtsson, 1936)
- Cloeon simile (Eaton, 1870)
- Cloeon smaeleni (Lestage, 1924)
- Cloeon tanzaniae (Gillies 1985)
- Cloeon virgiliae (Barnard, 1932)
- Cloeon viridellum (Lestage, 1923)